# Basileo di Amasea
Basileo di Amasea (... – Nicomedia, 322 circa) è stato un vescovo romano.

## Biografia
Nei primi decenni del IV secolo fu vescovo di Amasea nella storica regione del Ponto. Nel 314, prese parte al concilio di Ancira e a quello di Neocesarea.
La morte di Basileo si colloca intorno all'anno 322, nel contesto degli scontri avvenuti fra gli imperatori Costantino e Licinio, avvenuti tra il 314 e il 325. Questi scontri avevano comportato la distruzione di chiese, la deportazione di cristiani e l'uccisione di diversi vescovi (fra i quali si ricorda san Biagio). Licino si rese responsabile di persecuzioni di cristiani in Armenia, Cappadocia e Ponto.

## Agiografia
Stando alla leggenda, Basileo avrebbe dato rifugio a Glafira, una giovane cristiana schiava dalla moglie dell'imperatore Licinio, il quale la desiderava. L'Imperatore, saputo dell'intromissione di Basileo, lo fece condurre a Nicomedia dove venne decapitato. Il suo corpo e la sua testa vennero gettati in mare separatamente, ma furono recuperati per caso da alcuni pescatori presso Sinope e riportati ad Amasea.
Secondo altre fonti Galfira sarebbe stata la sorella di Costantino, alla quale Basileo avrebbe dato ospitalità ad Amasea.

## Culto
La reliquia del teschio del santo è custodita in un reliquiario, situato nel cappellone del Santissimo sacramento, nella chiesa di Maria Santissima Annunziata, a Modugno, nella città metropolitana di Bari.
Il santo è ricordato il 26 aprile.